# River Bluff (Kentucky)
River Bluff es una ciudad ubicada en el condado de Oldham en el estado estadounidense de Kentucky. En el Censo de 2010 tenía una población de 403 habitantes y una densidad poblacional de 659,32 personas por km².

## Geografía
River Bluff se encuentra ubicada en las coordenadas 38°22′19″N 85°36′15″O / 38.37194, -85.60417. Según la Oficina del Censo de los Estados Unidos, River Bluff tiene una superficie total de 0.61 km², de la cual 0.61 km² corresponden a tierra firme y (0%) 0 km² es agua.

## Demografía
Según el censo de 2010, había 403 personas residiendo en River Bluff. La densidad de población era de 659,32 hab./km². De los 403 habitantes, River Bluff estaba compuesto por el 95.78% blancos, el 1.99% eran afroamericanos, el 0.5% eran amerindios, el 0.99% eran asiáticos, el 0% eran isleños del Pacífico, el 0.74% eran de otras razas y el 0% pertenecían a dos o más razas. Del total de la población el 2.48% eran hispanos o latinos de cualquier raza.